# Ipomoea indivisa
Ipomoea indivisa är en vindeväxtart som först beskrevs av Vell., och fick sitt nu gällande namn av Hallier f. Ipomoea indivisa ingår i släktet praktvindor, och familjen vindeväxter. Inga underarter finns listade i Catalogue of Life.